# Gerard Gallant
Gerard A. Gallant (* 2. September 1963 in Summerside, Prince Edward Island) ist ein ehemaliger kanadischer Eishockeyspieler und derzeitiger -trainer. Während seiner aktiven Karriere absolvierte der linke Flügelstürmer unter anderem über 600 Spiele für die Detroit Red Wings und die Tampa Bay Lightning in der National Hockey League. Zudem gewann er mit der kanadischen Nationalmannschaft die Silbermedaille bei der Weltmeisterschaft 1989. Von 2017 bis 2020 war er erster Cheftrainer der Vegas Golden Knights und führte diese ins Stanley-Cup-Finale 2018, nachdem er in gleicher Funktion bereits die Columbus Blue Jackets und Florida Panthers sowie später die New York Rangers in der NHL betreut hatte. Seit Sommer 2025 ist er Cheftrainer der Shanghai Dragons aus der Kontinentalen Hockey-Liga.

## Karriere

### Als Spieler
Gallant spielte während seiner Zeit im Juniorenbereich bei den Castors de Sherbrooke in der Ligue de hockey junior majeur du Québec (LHJMQ). Beim NHL Entry Draft 1981 wählten die Detroit Red Wings ihn in der sechsten Runde an 107. Position. Im Verlauf der Saison 1982/93 wechselte er innerhalb der LHJMQ zu den Verdun Juniors, bei denen er gemeinsam mit Pat LaFontaine spielte. Wie schon im Vorjahr erreichte er mit seinem Team das Finalturnier um den Memorial Cup, doch zum zweiten Mal reichte es nicht zum Cup-Gewinn.
In der American Hockey League spielte er bei den Adirondack Red Wings. Hier konnte er neben seiner Torgefährlichkeit auch unter Beweis stellen, dass er sich körperlich durchsetzen konnte. Im Laufe der Saison 1984/85 holten die Detroit Red Wings ihn aus dem Farmteam in die NHL. Er ging keiner Auseinandersetzung aus dem Weg und zog sich bei einer Schlägerei mit Dirk Graham einen Kieferbruch zu, der ihn in seiner Entwicklung wieder zurückwarf. In der Saison 1986/87 übertraf er erstmals die 30-Tore-Marke und war zweitbester Scorer im Team hinter Steve Yzerman. Diesen zweiten Platz belegte er auch in den folgenden drei Spielzeiten und ließ dabei auch Spieler wie Adam Oates regelmäßig hinter sich. Dabei hatte er in jeder der Spielzeiten über 200 Strafminuten abzusitzen. Seinen Karriere-Bestwert erreichte er mit 93 Punkten in der Spielzeit 1988/89 und wurde daraufhin ins NHL Second All-Star Team gewählt, bevor er wenig später mit der kanadischen Nationalmannschaft die Silbermedaille bei der Weltmeisterschaft 1989 gewann.
Nach neun Spielzeiten in Detroit wechselte er zur Saison 1993/94 als Free Agent zu Tampa Bay Lightning. Er konnte dort nicht an die Leistungen früherer Tage anknüpfen und er spielte auch einige Spiele in der International Hockey League bei den Atlanta Knights und Detroit Vipers. Im Training bei den Vipers zog er sich Ende 1995 eine Rückenverletzung zu, die ihn zur Beendigung seiner Karriere zwang.

### Als Trainer
Nach einigen Trainerstationen in Minor Leagues engagierten ihn 1999 die Louisville Panthers in der AHL als Assistenztrainer. Ein Jahr später wurde er Assistent bei den Columbus Blue Jackets. Im Laufe der Saison 2003/04 übernahm er das Team von Doug MacLean als Cheftrainer. Ein schwacher Start in die Saison 2006/07 drängte die Verantwortlichen der Blue Jackets, ihn am 13. November 2006 zu entlassen.
Von 2007 bis 2009 war er gemeinsam mit seinem Teamkameraden aus der Juniorenzeit, John Chabot, Assistenztrainer der New York Islanders. Bei der Eishockey-Weltmeisterschaft 2007 war Gallant als Assistenztrainer der kanadischen Auswahl tätig. Zur Saison 2009/10 übernahm er bei den Saint John Sea Dogs die Aufgaben des Cheftrainers. In seiner Debütsaison erreichte er mit der Mannschaft mehrere Franchise-Rekorde und übertraf die Marke von 100 Punkten in der regulären Saison. In den Playoffs scheiterte das Team erst in den Finalspielen um den Coupe du Président gegen die Moncton Wildcats. Gallant wurde im Anschluss mit dem Brian Kilrea Coach of the Year Award als bester Cheftrainer des Jahres der Canadian Hockey League ausgezeichnet. In der Saison 2010/11 gelang mit den Sea Dogs der erstmalige Gewinn der Meisterschaft in der QMJHL. Gallant wurde zum zweiten Mal in Folge als bester Cheftrainer der Liga mit der Trophée Ron Lapointe geehrt. In derselben Spielzeit errang er mit den Saint John Sea Dogs erstmals den Memorial Cup und gewann die Ausgabe 2011 des Turniers. In der folgenden Saison konnte Gallant mit den Sea Dogs den Titel in der QMJHL verteidigen, im Memorial Cup scheiterte die Mannschaft aber im Halbfinale an den Cataractes de Shawinigan.
Am 15. Juni 2012 gaben die Canadiens de Montréal bekannt, Gerard Gallant als Assistenztrainer von Michel Therrien verpflichtet zu haben. Nach zwei Jahren bei den Canadiens verpflichteten ihn die Florida Panthers im Juni 2014 als neuen Cheftrainer. Nachdem er die Panthers in der Spielzeit 2015/16 an die Spitze der Atlantic Division geführt hatte, wurde er im November 2016 entlassen und von dem erst im Mai 2016 als General Manager vorgestellten Tom Rowe beerbt.
Nach einem halben Jahr ohne Arbeitgeber wurde Gallant Mitte April 2017 von den Vegas Golden Knights als erster Cheftrainer der Franchise-Geschichte vorgestellt. Wenig später stand er als Assistent von Jon Cooper bei der Weltmeisterschaft 2017 hinter der Bande und gewann dort mit der kanadischen Nationalmannschaft die Silbermedaille. Mit den Golden Knights brach er in der Debütsaison zahlreiche Rekorde und führte das Team bis ins Endspiel um den Stanley Cup, unterlag dort allerdings den Washington Capitals. Am Saisonende wurde er mit dem Jack Adams Award als bester Trainer der NHL ausgezeichnet.
Nach etwa zweieinhalb Jahren in Vegas wurde Gallant im Januar 2020 überraschend entlassen und durch Peter DeBoer ersetzt. Zu diesem Zeitpunkt belegten die Golden Knights den fünften Platz in ihrer Division, mit nur drei Punkten Rückstand auf Rang eins, während er persönlich als Trainer der Pacific Division beim anstehenden NHL All-Star Game vorgesehen war.
Bei der Weltmeisterschaft 2021 fungierte Gallant erstmals als Cheftrainer der kanadischen Nationalmannschaft und führte das Team prompt zur Goldmedaille. Wenig später kehrte er in die NHL zurück, indem er die Nachfolge von David Quinn als Headcoach der New York Rangers antrat. Die Rangers führte er 2022 ins Conference-Finale, unterlag jedoch im Folgejahr bereits in der ersten Runde der Playoffs, sodass er bereits nach zwei Jahren im Mai 2023 entlassen wurde. Im Sommer 2025 trat er bei den Shanghai Dragons aus der Kontinentalen Hockey-Liga eine neue Anstellung an.

## Erfolge und Auszeichnungen

### Als Spieler
- 1982 Coupe-du-Président-Gewinn mit den Castors de Sherbrooke
- 1983 Coupe-du-Président-Gewinn mit den Junior de Verdun
- 1983 LHJMQ Third All-Star Team
- 1989 NHL Second All-Star Team
- 1989 Silbermedaille bei der Weltmeisterschaft

### Als Trainer
- 1997 Royal-Bank-Cup-Gewinn mit den Summerside Western Capitals
- 2010 Trophée Ron Lapointe
- 2010 Brian Kilrea Coach of the Year Award
- 2011 Trophée Ron Lapointe
- 2011 Coupe-du-Président-Gewinn mit den Saint John Sea Dogs
- 2011 Brian Kilrea Coach of the Year Award
- 2011 Memorial-Cup-Gewinn mit den Saint John Sea Dogs
- 2012 Coupe-du-Président-Gewinn mit den Saint John Sea Dogs
- 2014 Aufnahme in den Temple de la Renommée de la LHJMQ
- 2016 Teilnahme am NHL All-Star Game
- 2017 Silbermedaille bei der Weltmeisterschaft (als Assistenztrainer)
- 2018 Teilnahme am NHL All-Star Game
- 2018 Jack Adams Award
- 2021 Goldmedaille bei der Weltmeisterschaft

## Karrierestatistik

### Spielerstatistik

#### International
Vertrat Kanada bei:
- Weltmeisterschaft 1989

(Legende zur Spielerstatistik: Sp oder GP = absolvierte Spiele; T oder G = erzielte Tore; V oder A = erzielte Assists; Pkt oder Pts = erzielte Scorerpunkte; SM oder PIM = erhaltene Strafminuten; +/− = Plus/Minus-Bilanz; PP = erzielte Überzahltore; SH = erzielte Unterzahltore; GW = erzielte Siegtore; 1 Play-downs/Relegation; Kursiv: Statistik nicht vollständig)

### NHL-Trainerstatistik
(Legende zur Trainerstatistik: Sp oder GC = Spiele insgesamt; W oder S = erzielte Siege; L oder N = erzielte Niederlagen; T oder U = erzielte Unentschieden; OTL oder OTN = erzielte Niederlagen nach Overtime oder Shootout; Pts oder Pkt = erzielte Punkte; Pts% oder Pkt% = Punktquote; Win% = Siegquote; Resultat = erreichte Runde in den Play-offs)